# Люлин (планина)
Вижте пояснителната страница за други значения на Люлин.
Люлин е планина в Западна България, на границата между Софийска градска, Софийска и Пернишка област и е част от Завалско-Планската планинска редица на Средногорието.

## География
Планината е разположена между Софийската котловина на североизток, Брезнишката котловина на запад и Пернишката котловина на югозапад. На северозапад чрез Радуйската седловина (830 m) се свързва с планината Вискяр, а на югоизток Владайската седловина я свързва с Витоша. Дължината ѝ между двете седловини е около 20 km, а ширината 12 – 13 km.
Билото на планината е плоско и се издига на 1100 – 1200 m н.в., като над него стърчат заоблени върхове. Най-високият е връх Дупевица (1255,8 m), разположен в най-югоизточната част. Североизточните склонове, обърнати към Софийската котловина, са по-стръмни от тези на югозапад към Пернишката котловина, които са полегати. Седловината Бучин проход (южно от Банкя) я разделя на 2 части – по-обширна, но по-ниска северозападна част и по-малка, но по-висока югоизточна.
Изградена е от варовици, туфи, туфити и андезити. По билото на планината преминава главният вододел на България между водосборните басейни на Черно море и Егейско море. Югозападните ѝ склонове се отводняват от малки десни притоци на Струма, а североизточните от левите притоци на Искър – Суходолска река и др.
Преобладаващата почвена покривка е представена от канелени и светлокафяви горски почви. Югоизточната ѝ част е обрасла с широколистни гори и пасища, а северозападната е обезлесена.
В планината Люлин е намиран скакалец Гръцка сага – на дефилето на Владайска река над Княжево, където през 1938, 1939 и 1940 г. са уловени 6 женски индивида, определени правилно едва през 2003 г.

## Селища
В подножията на планината са разположени 2 града и 10 села. В североизточното подножие, на границата със Софийската котловина са разположени югозападните квартали на столицата София – Суходол, Горна баня и Княжево, а по северното подножие са град Банкя и селата Иваняне, Клисура, Мала Раковица и Мало Бучино. На северозапад, в Радуйската седловина е село Радуй, а на югоизток, оттатък Владайската седловина – село Владая. По югозападното подножие са селата Големо Бучино, Дивотино, Драгичево и Люлин.

## Транспорт
През седловината Бучин проход между селата Мало Бучино и Големо Бучино преминава участък от неотдавна пуснатата в експлоатация отсечка от автомагистрала „Струма“.
По югоизточното подножие, през Владайската седловина, между село Мърчаево и квартал Княжево на столицата, на протежение от 14,7 km преминава участък от първокласен път № 6 от Държавната пътна мрежа ГКПП Гюешево – София – Карлово – Бургас.
През средата на планината, от Дивотино до Банкя, на протежение от 14 km преминава участък от третокласен път № 602 от Държавната пътна мрежа Перник – Банкя – София.
През 2-те крайни седловини, отделящи я от съседните планини, преминават участъци от трасетата на 2 жп линии на БДЖ: София – Перник – Благоевград – Кулата през Владайската седловина и Перник – Волуяк през Радуйската седловина.
През вилната зона на Люлин планина се движат две линии на градския транспорт. Автобусите имат спирки в местностите „Кантона“ и „Манастирски поляни“, а последната спирка, която е наречена „в.з. Люлин“, е началото на няколко пътеки - тази за връх Дупевица (около час пеша), като пътеката минава и през действащата хижа „Бонсови поляни“ (около 15 минути пеша от спирката), а по другата пътека може да се стигне до Горнобанския манастир, като от спирката разстоянието се взема за около 10 минути пеша. През почивните дни пътува линия 103, която тръгва от автогара „Овча купел“ - от 2023 година линията прави по шест курса до вилната зона и обратно. През делничните дни пътува новата линия 803, която тръгва от метростанция „Горна Баня“ - единадесет от курсовете на линията стигат до спирка „в.з. Люлин“ и обратно, останалите се движат до местност „Кантона“, която се намира на час пеша до пътеките за манастира, хижата и връх Дупевица.

## Туризъм
Люлин планина е интересно място за туризъм. Макар и да е доста по-малка от популярния си съсед Витоша, тя предлага интересни места и туристически атракции, които могат да бъдат обиколени и разгледани в рамките на един ден. Планината е доста разнообразна. Северният склон е покрит от дъбови и букови гори, през които има направени няколко туристически пътеки. Те са маркирани за улеснение на туристите. Южните склонове на планината са обезлесени. Те са покрити с тревна растителност и ниски храсти – шипки и други подобни. Той е и значително по-беден на водни ресурси.
Има няколко интересни варианта за туризъм из планината. От м. Манастирски поляни може да се тръгне към град Банкя, Владая или към върховете на планината – в. Дупевица и в. Добринова скала. В южното подножие на в. Добринова скала, в югозападна посока на около стотина метра от върха, преминава черен път с маркировка, водещ към хижа „Люлин“ и идващ от вилна зона Люлин.
Има възможност за кратка разходка над вилна зона „Люлин “ до Горнобанския манастир „Св. св. Кирил и Методий“, известен още и като „Св. Крал“. Манастирът е основан през 15 век. До манастира се стига по асфалтов път дълъг 1 km, който започва от просторен паркинг във вилна зона „Люлин".
При изкачване на връх Дупевица се откриват други възможности за туризъм. От там може да се продължи на запад по билото на планината, до Добринова скала и по пътя, водещ към Банкя, да се слезе на голямата поляна Люлинов рид, която е видима от м. Манастирски поляни. Тази поляна е известна също като Летището, ползвана е от селскостопанската авиация по времето на социализма. Под нея има път, който води обратно до вилна зона „Люлин “, като преминава край Горнобанския манастир. В обратната посока същият път води и към Банкя. Близо до пътя се намират чешмичка и параклис в гората. От връх Дупевица може да се слезе и по северния склон по пътечка в гората и да се стигне до Горнобанския манастир.
Друг интересен маршрут, тръгващ от върха, води към Владая. В близост до портала на поделението тръгва пътека, която стига до Владайския манастир „Св. Петка“. Минава се покрай красива брезова гора. Манастирът е основан по време на Втората българска държава и е възобновен през ХХ в. Понастоящем е постоянно действащ. Състои се от черква, жилищни и стопански сгради и параклис „Св. Неделя“. Черковният иконостас е обявен за паметник на културата.
Друго интересно място в планината е Войнишкият паметник. Той се намира в поляните над горнобанското танково поделение. До него може да се стигне по черен път, тръгващ от местността Кърлежа в Манастирски поляни. До паметника има и чешмичка. От същото място в Манастирски поляни тръгва и стръмна пътека, по която за 15 минути се слиза на пътя София – Перник. Минава се през местността Черния кос, а по средата на разстоянието има чешмичка, до която минава черен път, по който може да се стигне до прекрасната скална местност, която всеки жител или гост на столицата е виждал минавайки по шосето идващо от Перник.

## Други
На планината са наречени улиците „Люлин“ в квартал „Надежда IV“ (Карта) и в квартал „Филиповци“ (Карта), улица „Люлински път“ в кварталите „Княжево“ и „Карпузица“ (Карта) и улица „Люлинска“ в квартал „Суходол“ (Карта) в София.

## Топографска карта
- Лист от карта K-34-47. Мащаб: 1 : 100 000.
- Лист от карта K-34-59. Мащаб: 1 : 100 000.